# Pterophorus lampra
Pterophorus lampra là một loài bướm đêm thuộc họ Pterophoridae. Nó được tìm thấy ở Cộng hòa Dân chủ Congo, Cameroon, Gabon và Bờ Biển Ngà.
Cánh trước màu trắng tinh khiết với vài vảy đen gần rìa cánh và cuống cánh.